# 克里斯提安·羅梭
克里斯提安·羅梭（Cristian Rosso，1984年1月29日—）是一名阿根廷划船運動員，曾代表國家參加2012年倫敦奧運的划船男子雙人雙槳比賽，並未獲得獎牌。他也参加过四届泛美运动会，收获多枚奖牌。